# Хабалояс
Хабалояс (ісп. Jabaloyas) — муніципалітет в Іспанії, у складі автономної спільноти Арагон, у провінції Теруель. Населення — 81 особа (2010).
Муніципалітет розташований на відстані близько 200 км на схід від Мадрида, 28 км на південний захід від міста Теруель.
На території муніципалітету розташовані такі населені пункти: (дані про населення за 2010 рік)
- Арройофріо: 14 осіб
- Хабалояс: 67 осіб

## Демографія
Динаміка населення (INE ):